# Deal Castle
Deal Castle ist eine ehemalige Küstenbefestigung in der Grafschaft Kent in Großbritannien. Die als Scheduled Monument geschützte ehemalige Festung liegt inmitten der Stadt Deal und gilt als größte und am besten erhaltene Küstenbefestigung aus der Zeit von Heinrich VIII.

## Geschichte
Die Festung war Teil der 20 Burgen umfassenden Festungskette, die Heinrich VIII. zur Abwehr von befürchteten spanischen und französischen Invasionen errichten ließ und nach nur einem Jahr Bauzeit 1540 fertiggestellt wurde. Zusammen mit dem zwei Kilometer südlich gelegenen Walmer Castle und dem weiter zwei Kilometer nördlich gelegenen Sandown Castle sollten die Festungen die der The Downs vorgelagerten Küste vor feindlichen Landungen schützen.
Die einzige militärische Aktion, die die Festung sah, war im englischen Bürgerkrieg. Die Garnisonen der drei Festungen bei Deal waren 1648 auf die Seite der Royalisten übergelaufen, und die Truppen des Parlaments benötigten drei Monate, um die Festungen zurückzuerobern. Dabei wurde Deal Castle erheblich beschädigt. Nach dem Ende der Napoleonischen Kriege wurde die Anlage als Küstenbefestigung aufgegeben und diente nur noch als Residenz eines Festungsgouverneurs. Einer dieser Festungsgouverneure war John French, 1. Earl of Ypres, der ehemalige Oberbefehlshaber der British Expeditionary Force im Ersten Weltkrieg, der 1925 in seiner Wohnung in der Festung verstarb. 1941 wurde die Festung durch deutsche Bomben beschädigt, seit 1951 wird sie von English Heritage verwaltet und kann besichtigt werden.

## Anlage

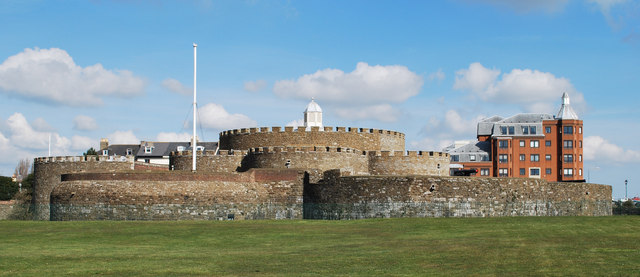
Gesamtansicht

Die Festung wurde nach Plänen von Stephan von Haschenperg gebaut und verfügt über eine konzentrische, perfekt symmetrische Form. Ein runder Zentralturm ist von sechs halbhohen, halbkreisförmigen Bastionen umgeben. Um diese verläuft ein Ring von weiteren sechs niedrigeren, ebenfalls halbkreisförmigen Bastionen, die durch einen inneren Graben von dem Zentralturm und den inneren Bastionen getrennt sind. Im Verteidigungsfall konnte so der Kern der Anlage noch verteidigt werden, wenn Angreifer bereits in die äußeren Bastionen eingedrungen waren. Jede Bastion war mit Kanonen und Schießscharten für Musketen bestückt, insgesamt konnten über 100 Kanonen in der Festung aufgestellt werden. Die ganze Festung ist von einem trockenen, gemauerten Graben umgeben. Der einzige Zugang führt über eine Zugbrücke in die westliche Außenbastion.
Der symmetrische Grundriss der Festung wird als Bildnis der Tudor-Rose gedeutet, die Anlage galt in der Theorie als die perfekte Verteidigungsform. Die runden und niedrigen Bastionen sollten den gegnerischen Kanonenkugeln nicht eine einzige, ebene Aufprallfläche bieten, während die Bastionen sich gegenseitig deckten. In der Praxis jedoch schufen die runden Bastionen tote Winkel, die es den Verteidigern sehr schwierig gemacht hätten, bis an den Mauerfuß vorgedrungene Angreifer zu bekämpfen. Dieses Problem wurde schon beim Bau der ersten Küstenbefestigungen Heinrichs VIII. erkannt, so dass die später erbauten Küstenbefestigungen schon mit v-förmigen Bastionen nach italienischer Manier befestigt wurden.